# اسقولو
اسقولو (به اسپانیایی: Usqullu) یک کوه در پرو است که در Peru, Arequipa Region, Castilla Province واقع شده‌است. اسقولو ۵٬۰۰۰ متر بالاتر از سطح دریا واقع شده‌است.